# 吉良舞衣
吉良 舞衣（きら まい、2004年10月19日 - ）は、日本の子役、タレント。モンドラナエンターテインメント所属。

## 人物
- 特技：バレエ、ピアノ[1]

## 出演

### テレビ
- 踊る!さんま御殿!!（日本テレビ） - VTR
- SmaSTATION!!（テレビ朝日）
- シャキーン!ザ・ナイト（NHK Eテレ）
- 人生が変わる1分間の深イイ話（日本テレビ） - 自転車VTR編

### CM
- 日本郵政
- イオン プレミアムチキン
- ジャパネットたかた
- リクナビNEXT
- ナムコランド
- マクドナルド ハッピーセット
  - 「ジュエルペット」篇
  - 「スイートプリキュア♪」篇
- ALSOK「体操」編
- みずほ銀行
- 宝くじ 下期総合

#### VP
- 三井不動産
- パナソニック電工「Feu」
- 日立エレベーター